# Wolfen, dieu ou diable
The Wolfen
Wolfen, dieu ou diable (The Wolfen) est le tout premier roman de Whitley Strieber sorti en 1978. Il présente le récit de deux inspecteurs de la police de New York City qui enquêtent sur une série de meurtres à travers toute la ville. Ils découvrent petit à petit l'existence d'une espèce de loups très intelligents. Le roman est écrit en suivant le point de vue des personnages humains et des loups eux-mêmes.
Le roman est adapté en film en 1981. Il est réalisé par Michael Wadleigh avec Albert Finney et Diane Venora dans les rôles principaux.

## Résumé
Hugo DiFalco et Dennis Houlihan, deux policiers du NYPD sont retrouvés morts à la fourrière. Les inspecteurs Becky Neff et George Wilson sont chargés de l'enquête. La scène du crime et les premiers indices ne permettent pas d’échafauder un début de théorie. Les victimes semblent avoir été attaquées et en partie dévorées par une sorte de canidé et bien que les deux hommes étaient en bonne santé, ils n'ont pas eu le temps de sortir leurs armes et de se défendre.
Neff et Wilson décident de démarrer leur enquête en rendant visite à Tom Rilker, un dresseur de chiens, pour tenter de découvrir la race qui pourrait avoir attaquée les deux policiers. Ils partent de la supposition qu'une personne pourrait avoir dressée des chiens et les utilise comme arme. La conversation dévie sur le sujet de policiers corrompus mettant fin à la discussion mais ils apprennent tout de même que le moulage des empreintes indique que c'est un animal inconnu et Rilker les conseille de voir un spécialiste du Muséum d'Histoires Naturelles.
Durant la recherche d'une personne aveugle disparue, la police découvre dans un bâtiment abandonné plusieurs cadavres dans différents états de décomposition. Alors que Neff et Wilson fouillent le bâtiment, Neff entend les pleurs d'un bébé. Elle veut partir à sa recherche mais Wilson réussit à la convaincre d'attendre les renforts. Il s'avère que les pleurs de l'enfant est une technique employée par une meute de créatures qui cherchent à séparer les deux enquêteurs qui viennent d'entrer sur leur territoire. Après leur départ, Wilson lui explique qu'il s'était senti observé par quelque chose, ce qui lui a rappelé une ancienne partie de chasse avec son père où il avait pu observer une meute de loups tuer un vieil élan mâle. Il lui confesse aussi qu'il éprouve des sentiments pour elle.
Neff et Wilson rencontrent le Dr. Carl Ferguson qui travaille au Muséum d'Histoires Naturelles et qui a pu étudier les empreintes. Ferguson observe que les pattes ressemblent à celles de canidés sauf pour la longueur des doigts et des griffes et conclut qu'elles appartiennent à une espèce inconnue. Neff est inquiète car, tout comme Wilson, elle est persuadée d'être observée alors qu'elle habite dans un appartement en hauteur et difficile à atteindre pour des animaux à quatre pattes.
Au fil de l'enquête, ils en viennent à émettre une théorie : il existe une espèce évoluée de loups, intelligents et vivants en milieu urbain pour chasser l'être humain, ciblant les délaissés de la société (sans-abri, drogués…). Ces créatures pourraient être à l'origine des légendes sur les loups-garous. Mais pour prouver cette théorie et affronter ces prédateurs, Neff et Wilson sont seuls. Étant à une période proche des élections, leur supérieur a classé l'affaire comme une simple attaque de chiens errants et attend le moindre faux pas des deux enquêteurs pour les renvoyer. Quant aux « loups », ils comptent bien garder leur existence inconnue de la race humaine et les prennent en chasse…

## Personnages
Becky Neff : Jeune femme de 34 ans mariée à Dick Neff, capitaine de la brigade des stupéfiants, elle a tout fait pour pouvoir entrer à la Criminelle et réussir à y être acceptée en tant que femme dans un milieu majoritairement masculin. C'est grâce à l'appui de son mari et de son oncle, inspecteur en chef, qu'elle a pu obtenir un poste d'agent de patrouille au lieu d'être reléguée à du simple travail de secrétariat. C'est ensuite grâce à son propre travail qu'elle est rapidement promue enquêtrice et devient la nouvelle partenaire de Wilson. Malgré le comportement grossier de celui-ci, un respect mutuel se met en place et le duo gagne rapidement une certaine reconnaissance de leurs pairs avec un taux d'enquêtes réussies assez élevé. Plus ordonnée et patiente que Wilson, elle se charge régulièrement de s'occuper des papiers administratifs et des relations avec les journalistes sur le terrain.
George Wilson : Célibataire de 50 ans, il est considéré comme le meilleur inspecteur de la Criminelle malgré son mauvais caractère. Intègre et détestant la corruption, il est peu tolérant envers ceux qu'il considère comme incapable. Il est aussi paresseux, désordonné et estime que les femmes n'ont pas leur place dans les forces de la police. Malgré cela, il en vient à respecter sa nouvelle partenaire avec qui il obtient d'excellents résultats dans leur travail. Son respect forcé envers elle se transforme au fil du temps en sentiment mais il n'ose pas le lui avouer car elle est mariée.
Dr. Carl Ferguson : Empailleur au Muséum d'Histoires Naturelles, il est fortement intrigué par le moulage d'empreintes que lui transmet Tom Rilker sans aucune explication. Réalisant une copie 3D de la patte ayant laissé ces traces, le résultat le pousse à se poser de nombreuses questions. Il demande alors à rencontrer Neff et Wilson pour discuter des conditions de la découverte. Craignant au départ à un canular, le témoignage des deux enquêteurs le pousse à croire en l'hypothèse de l'existence d'une nouvelle espèce de canidés descendant du loup : le Canis lupus sapiens. Alors que Neff et Wilson enquêtent sur le terrain, il réalise des recherches dans les archives pour trouver des légendes et des témoignages anciens pouvant faire allusion à ses créatures sous le nom de loups-garous.

## Accueil et critiques
La réception critique du roman fut principalement positive, louant la maturité de Whitley Strieber pour un premier roman. Wolfen est considéré, avec Les Prédateurs (The Hunger, 1981), comme le meilleur travail de l'auteur. Dans celui-ci, Strieber fait du surnaturel une « partie explicable de l'univers réel » et sape le fantastique pour donner une explication plus scientifique.

## Publications
La première édition francophone est proposée en mars 1982 par les éditions J'ai Lu lors de la sortie du film,. C'est une édition de poche accompagnée de photographies en noir et blanc tirées du film.

## Adaptation
Le roman est adapté en 1981 par Michael Wadleigh sous le titre Wolfen. Le film gagne le prix spécial du jury au festival international du film fantastique d'Avoriaz 1982. Il prend quelques libertés par rapport au livre : l'histoire est lancée par le meurtre d'un riche homme d'affaires et de sa femme ; George Wilson est renommé Dewey Wilson et il travaille seul ; Becky Neff devient Rebecca Neff une experte en psychologie légale.